# ستانيسلاف جورجييف
ستانيسلاف جورجييف هو منافس ألعاب قوى بلغاري، ولد في 6 فبراير 1971.

## وصلات خارجية
- ستانيسلاف جورجييف على موقع الاتحاد الدولي لألعاب القوى (الإنجليزية)